# Kangol
Kangol est une entreprise britannique spécialisée dans la vente de vêtements et d'accessoires surtout connue pour ses couvre-chefs. signification de nom Kangol ( K pour knitting (tricot), ANG pour angora, et OL pour « wool » (laine).
La marque a été populaire dans les années 1980, composante de la déferlante du sportswear, streetwear et de la mode hip-hop,, puis lors de la décennie suivante grâce aux films New Jack City de Mario Van Peebles et Jackie Brown de Quentin Tarantino. Pourtant, à l'origine, l'entreprise fabrique essentiellement des chapeaux pour l'armée.
L'article qui a fait la gloire de la marque Kangol est une casquette noire (de golf à l'origine) qui a été portée à l'envers par les musiciens de jazz, de blues et surtout par les artistes hip-hop. Casquette qui a été ainsi rebaptisée béret. Il était particulièrement reconnaissable grâce au logo de la marque (un kangourou blanc) qui, à l'origine était à l'arrière de la casquette, se retrouvait alors bien en vue sur le devant du « béret ».

## Historique
Jacques Spreiregen, vétéran de la première guerre mondiale, fonde Kangol en 1920 et en 1938 une usine à Cleator, Cumbria en Angleterre.
Le logo en forme de kangourou est adopté en 1983.

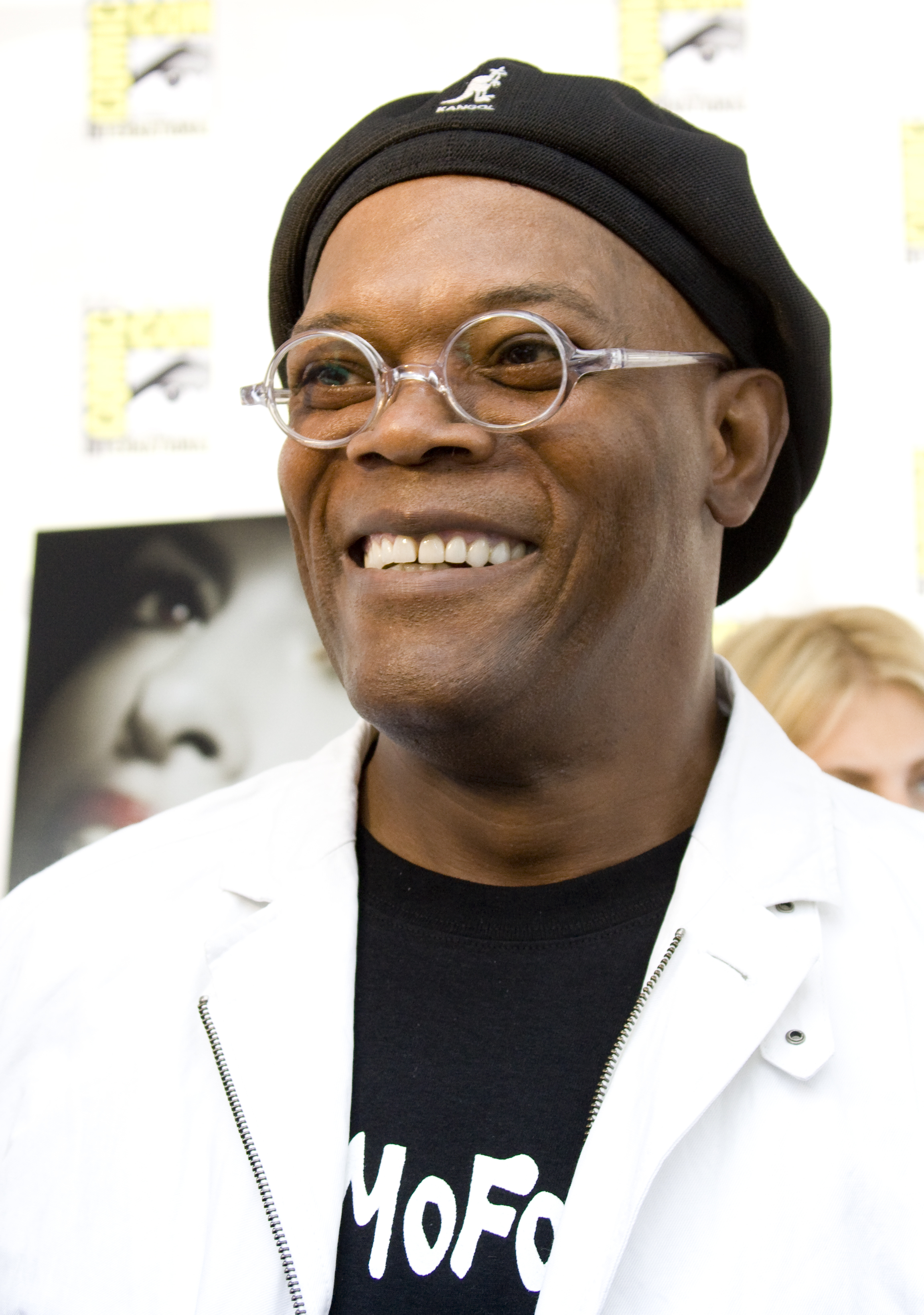
Samuel L. Jackson à San Diego 2008